# راب بوردون
رابرت گریگوری بوردون (انگلیسی: Robert Gregory Bourdon؛ زادهٔ ۲۰ ژانویه ۱۹۷۹) موسیقی‌دان آمریکایی است که بیشتر به عنوان درامر سابق و یکی از بنیان‌گذاران گروه راک آمریکایی لینکین پارک شناخته می‌شود.

## زندگی و حرفه
بوردون در شهر کالاباساس کالیفرنیا بزرگ شد. او یهودی است و در لس آنجلس زندگی می‌کند. او در دبیرستان آگورا در آگورا هیلز کالیفرنیا تحصیل کرد و در آنجا با هم گروهان آینده خود، مایک شینودا و برد دلسون آشنا شد.
جوانترین عضو گروه، بوردون با جوی کریمر، درامر ایروسمیث آشنا شد و از او الهام گرفت تا نحوه نواختن درام را بیاموزد. او پس از پیوستن به گروه جاز دبیرستانش در سال دوم، با برد دلسون و مایک شینودا که هر دو در دره سن فرناندو در همان نزدیکی زندگی می‌کردند، آشنا شد. بوردون و دلسون گروه خود را به نام ریلیتیو دیگری (Relative Degree) تشکیل دادند.
بوردون در سال ۲۰۲۴ به سایر اعضای لینکین پارک اطلاع داد که می‌خواهد از گروه فاصله بگیرد و در فعالیت‌های تبلیغاتی مجدد یا آلبوم تلفیقی گروه حضور نداشت. لینکین پارک اعضای جدید خود را در ۵ سپتامبر ۲۰۲۴ اعلام کرد و کالین بریتین جایگزین بوردون شد.

## ترانه‌شناسی

### با لینکین پارک
- نظریه دورگه (۲۰۰۰)
- متئورا (۲۰۰۳)
- دقایقی تا نیمه‌شب (۲۰۰۷)
- یک‌هزار خورشید (۲۰۱۰)
- چیزهای زنده (۲۰۱۲)
- ضیافت شکار (۲۰۱۴)
- یک نور دیگر (۲۰۱۷)